# Домашно парти (филм, 2023)
„Домашно парти“ (на английски: House Party) е американска комедия от 2023 г. на режисьора Чарлс Кид II (Калматик), по сценарий на Стивън Глоувър и е базиран на едноименния филм от 1990 г. Във филма участват Джейкъб Латимор и Тосин Коул, които водят ансамбловия състав. Филмът ще е продуциран от Леброн Джеймс чрез производствената му компания „Спрингхил Къмпани“, в отговор на „Ню Лайн Синема“. „Уорнър Брос Пикчърс“ разпространи филма по кината в Съединените щати на 13 януари 2023 г.

## Филми от поредицата за „Домашно парти“
Поредицата „Домашно парти“ включва 6 филма:
- „Домашно парти“ (1990)
- „Домашно парти 2“ (1991)
- „Домашно парти 3“ (1994)
- „Домашно парти 4“ (2000)
- „Купон: Незабравима нощ“ (2013)
- „Домашно парти“ (2023)